# M/S Pascal Lota
M/S Pascal Lota är en snabbfärja som i februari 2018 började trafikera åt italienska rederiet Corsica Ferries. Fartyget byggdes av det italienska varvet Fincantieri i Trieste. Under namnet Superstar trafikerade hon rutten Helsingfors–Tallinn tillsammans med Tallinks andra fartyg på linjen M/S Star och M/S Silja Europa fram tills hon ersattes av M/S Megastar.
Kölsträckningen av fartyget ägde rum den 18 januari 2007, och drygt nio månader senare, den 5 oktober 2007 blev fartyget sjösatt och döpt. Superstar är 175 meter lång, 27,5 meter bred, och har en djupgång på 7 meter. Hon tar 2020 passagerare och har 736 bäddplatser fördelat på 186 hytter. Hastigheten är 27,5 knop, vilket gör att hon klarade linjen mellan Helsingfors och Tallinn på ca två timmar. Lastkapaciteten är 1930 lastmeter, och sammanlagt 665 bilar. 
Fartyget har nu slutat segla mellan Helsingfors och Tallinn på grund av att Tallink köpte den nya färjan M/S Megastar. Superstar är nu omdöpt till M/S Pascal Lota.

## Historia
- M/S Pascal Lota byggdes ursprungligen som M/S Superstar för att trafikera rutten Tallinn-Helsingfors för estniska rederiet Tallink Group. Hon byggdes mellan 2007 och 2008 av det Italienska varvet Fincantieri i Ancona, Italien.
- 8 april 2008 levererades hon till Tallink Superfast AS, Tallinn, Estland som beställt fartyget 2007.
- 21 april 2008 - Pascal Lota sattes in på rutten Tallinn-Helsingfors.
- 27 februari 2009 - Fartyget fick stopp i maskinen under en resa mellan Tallinn och Helsingfors, men man lyckades efter ett tag få igång maskineriet igen.
- 10 november 2015 - Såld till Medinvest SpA, Genua, Italien (Corsica Ferries group).
- December 2016 - Övertagen av de nya ägarna. Återchartrad av Tallink Group tills leverans av M/S Megastar under 2017.
- 28 januari 2017 - Sista dagen i trafik Tallinn-Helsingfors för Tallink Group.
- 30 januari 2017 - Ny registrerad ägare, Corsica Ferries France SA, Bastia Frankrike. Satt under Cypriotisk flagg, med Limassol som hemmahamn.
- 1 februari 2017 -  Avgick från Tallinn mot La Spezia.
- 10 februari 2017 -  Ankom La Spezia.
- 3 mars 2017 - Omdöpt till PASCAL LOTA och satt under italiensk flagg, hemmahamn Genua.